# Fabiano Bittar
Fabiano Bittar, detto Tuba (Juiz de Fora, 15 febbraio 1980), è un pallavolista brasiliano.
Gioca nel ruolo di schiacciatore nel Bento Vôlei.